# Козыревка (река)
Козыревка (Караковая) — река на полуострове Камчатка в России, протекает по территории Быстринского и Мильковского районов.
Берёт начало в отрогах Козыревского хребта. Длина реки — 222 км. Площадь водосборного бассейна — 8440 км². Река Козыревка — один из притоков реки Камчатки, впадает в неё на расстоянии 299 км от устья. В верховьях протекает среди горных высот, а в среднем и нижнем течении по заболоченной местности. Река широкая, течение медленное.
Преобладающая древесно-кустарниковая растительность по берегам: ива ломкая, ольха, чозения крупнолистная, лиственница, берёза, тополь, шиповник, рябина. Для реки характерны мощные заросли камчатского крупнотравья: шеламайник камчатский, крестовик коноплёволистный, борщевик сладкий, термопсис люпиновоголовый, кипрей узколистный, разные виды осок.

## Притоки
Объекты перечислены по порядку от устья к истоку (км от устья: ← левый приток | → правый приток):
- 5 км: ← Быстрая[4]
- 21 км: ← Крутинькая[5]
- 48 км: ← Тополовая[5]
- 50 км: ← Светлый Ключ[5]
- 62 км: ← Малая Романовка[6]
- 66 км: ← Большая Романовка[6]
- 102 км: ← Козыревка[6]
- 109 км: ← Сахра[6]
- 117 км: ← Смево[6]
- 154 км: ← Сухарики
- 174 км: → Кочкарная[7]
- 154 км: ← Сокорец[7]

По данным государственного водного реестра России относится к Анадыро-Колымскому бассейновому округу.